# Flickorna I Småland
Flickorna i Småland er en svensk sang fra 1912 skrevet af Karl Williams og Fridolf Lundberg. Den blev ikke mindst kendt, efter at den blev indspillet af den amerikanske sanggroppe Delta Rhythm Boys i 1951. Den er også indspillet af Eddie Meduza, Papa Bues Viking Jazzband, Ove Sopp, Jan Johansson, Egon Kjerrman, Flamingokvintetten, The Beatnicks og mange flere.
Sangen findes oversat til dansk under navnet "Pigerne i Småland".